# Гильдуин II (аббат Сен-Жермен-де-Пре)
Гильдуин II (Хильдуин II; лат. Hilduinus, фр. Hilduin; умер не ранее 867 или 872) — глава придворной капеллы (упоминается в 855—857 годах), аббат монастыря Святого Медарда в Суасоне (852—860) и монастыря Святого Германа в Париже (858—867/872).

## Биография
Гильдуин II происходил из знатного франкского рода. Его дядей был аббат монастыря Святого Дионисия и глава придворной капеллы императора Людовика I Благочестивого Гильдуин.
Наиболее раннее свидетельство о Гильдуине относится к 838 году, когда он упоминается как близкий сподвижник своего дяди в управлении аббатством Сен-Дени. Подобно своему родственнику, в 840 году он поддержал Лотаря I и из-за этого должен был бежать из владений Карла II Лысого. Гильдуин нашёл приют при дворе аквитанского правителя Пипина II и даже в 846—848 годах был его архиканцлером. После же перехода в 852 году Аквитании к Карлу Лысому, Гильдуин примирился со своим новым сюзереном и получил от того в том же году сан аббата монастыря Святого Медарда в Суасоне.
Первое свидетельство о Гильдуине II как главы придворной капеллы Карла II Лысого относится к 18 декабря 855 года. В должности архикапеллана он сменил епископа Пуатье Эброина. Как архикапеллан Карла Лысого (лат. «Hilduino Karoli Régis arcbicapellano») Гильдуин упоминается в письмах Лупа Феррьерского и Гинкмара Реймсского.
Некоторые историки предполагают, что Гильдуин идентичен одноимённому аббату монастыря Святого Мартина в Туре и именно второй из них был главой всех придворных клириков. Однако, скорее всего, это две разные персоны.
Согласно «Истории Реймсской церкви» Флодоарда, в феврале 856 или 857 года Гильдуин II участвовал в синоде духовенства Западно-Франкского государства в Кьерзи и подписал прошение к королю лишить епископского сана Вульфада и назначить главой Лангрской епархии своего ученика Исаака.
Сохранилось направленное Гильдуину II письмо аббата Лупа Феррьерского, в котором тот наделял своего адресата эпитетами «глава духовенства, известный знатностью, достоинствами и умеренностью».
В 858 году Карл II Лысый отдал Гильдуину II монастырь Святого Германа в Париже, после того как предыдущий аббат Гозлен I был пленён викингами. В одном из писем Гинкмара Реймсского упоминалось, что Гильдуин получил аббатство благодаря своему большому влиянию на короля.
В том же году Гильдуин II участвовал в перенесении мощей мучеников Георгия, Аврелия и Натальи, реликвии которых были привезены из Кордовы монахами Узуардом и Одилардом.
21 марта 859 года Гильдуин участвовал в прошедшем в Кьерзи новом собрании духовенства и франкской знати.
В 860 году Карл II Лысый лишил Гильдуина II аббатства Святого Медарда, передав эту обитель своему сыну Карломану.
В январе 861 года викинги снова напали на Париж и разграбили базилику Святого Германа. Пострадавшую от норманнов церковь Гильдуин II повелел отремонтировать, а на это время перенёс реликвии Германа Парижского в базилику Святого Симфориана.
В 867 или 872 году Гильдуин II лишился поста настоятеля монастыря Святого Германа. Эта обитель была передана епископу Парижа Гозлену. Иногда высказываются предположения, что Гильдуин II мог быть аббатом и других монастырей: Святого Мартина в Туре и Святого Бертина. Однако большинство современных историков считают, что этими обителями управляли его тёзки: Гильдуин из монастыря Святого Мартина и Гильдуин из монастыря Святого Бертина.
О судьбе Гильдуина II после утраты им сана аббата достоверных сведений не сохранилось. Известно место его захоронения — монастырь Святого Медарда. Дата смерти Гильдуина точно неизвестна. В средневековых исторических источниках указано, что некий Гильдуин умер 7 июня 877 года. Однако кто из живших тогда тёзок имеется в виду, не установлено: часть историков считает, что им был аббат монастыря Святого Германа, часть — аббат монастыря Святого Бертина. Возможно, Гильдуин II тождественен тому своему тёзке, смерть которого в составленном не позднее 896 года «Мартирологе Узуарда» датирована 19 ноября. О том, кто был преемником Гильдуина в должности главы придворной капеллы, имеются разные мнения: возможно, его сменил Гозлен Парижский, или Людовик Мэнский или епископ Бове Эд I. Нет единого мнения и о дате перехода этой должности от Гильдуина к его преемнику. Последнее свидетельство о нём как об архикапеллане в современных ему источниках относится к февралю 857 года. В зависимости от того, кого считают преемником Гильдуина, среди возможных называют различные даты между 858 и 867 годами. Нет сомнения только в том, что при преемниках Гильдуина должность придворного архикапеллана стала совмещаться с должностью королевского канцлера.

## Комментарии
1. ↑  Гильдуин I как аббат монастырей Святого Медарда и Святого Германа.